# Mos më shiko
Mos më shiko è il primo album in studio della cantante albanese Gentiana Ismajli, pubblicato nel 2004.

## Tracce
1. Pranoje
2. Pse nuk vallëzoni?
3. Unë të dua
4. Mos më shiko
5. Melodi pa fund
6. Dridhem